# Faille de Hayward

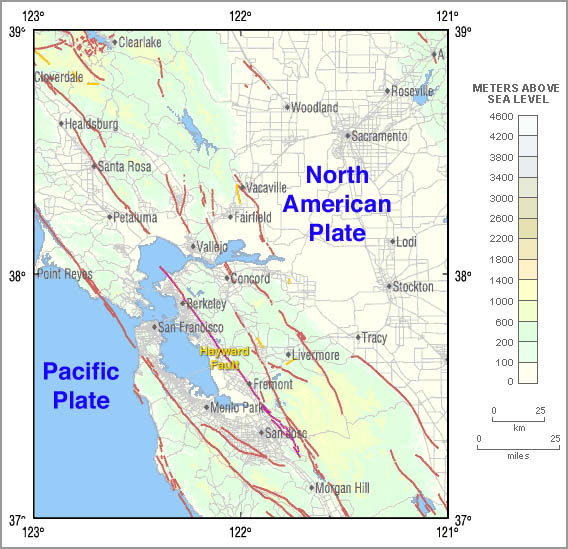
La faille de Hayward

La faille de Hayward est une faille dextre qui traverse la région de la baie de San Francisco, en Californie. Elle fait partie du système de faille de San Andreas.